# كابا (إلينوي)
كابا (بالإنجليزية: Kappa)‏ هي منطقة سكنية تقع في الولايات المتحدة في مقاطعة وودفورد، إلينوي. يقدر عدد سكانها بـ 170 نسمة .

## الموقع الجغرافي
الموقع الجغرافي للمناطق المحيطة بهذه النقطة هو كالتالي: